# 杜 (姓)
杜（と）は、漢姓の一つ。

## 中国
2020年の中華人民共和国の第7回全国人口調査（国勢調査）に基づく姓氏統計によると中国で43番目に多い姓であり、660.86万人がいる。一方、台湾の2018年の統計では第55位で、54,844人がいる。

### 著名な人物
- 杜周 - 前漢中期の酷吏。
- 杜延年 - 前漢中期の政治家。杜周の子。
- 杜畿 - 後漢末期から三国時代の魏の政治家。杜周・杜延年の子孫。
- 杜瓊 - 三国時代の劉璋・蜀漢の政治家。
- 杜預 - 三国時代の魏・西晋の政治家・武将・学者。杜畿の孫。
- 杜如晦 - 唐の政治家。
- 杜甫 - 唐の詩人。杜預の子孫。
- 杜牧 - 唐の詩人。
- 杜月笙 - 1920-30年代のギャングスター。
- 杜聿明 - 軍人。
- 杜聡明 - 台湾の医師。
- ジョニー・トー（杜琪峰） - 香港の映画監督。
- 杜奕瑾（トゥ・イーチン） - 台湾のプログラマ。電子掲示板PTTの創設者。

### 氏族
- 京兆杜氏（中国語版）

## 朝鮮
杜（トゥ）は、朝鮮人の姓の一つである。

### 著名な人物
- 杜京民（朝鮮語版） - 韓国のプロバスケットボール選手。

### 氏族
本貫は杜陵杜氏が大宗である。杜陵は全羅北道万頃の別号のため万頃杜氏、または杜山杜氏とも言う。始祖は宋太宗の代の兵部尚書杜慶寧である。杜慶寧は1004年宮池県に漂着して帰化した。中始祖は高麗明宗の代の武臣杜景升。
| 氏族（地域） | 創始者 | 人数（2015年） | 備考     |
| ------------ | ------ | -------------- | -------- |
| 江陵杜氏     |        | 7              |          |
| 慶州杜氏     |        | 6              |          |
| 広州杜氏     |        | 10             |          |
| 群山杜氏     |        | 6              |          |
| 南原杜氏     |        | 149            |          |
| 杜陵杜氏     | 杜慶寧 | 743            | 두능두씨 |
| 杜隆杜氏     |        | 6              |          |
| 杜陵杜氏     | 杜慶寧 | 4,514          | 두릉두씨 |
| 杜里杜氏     |        | 7              |          |
| 杜山杜氏     |        | 34             |          |
| 杜陸杜氏     |        | 8              |          |
| 万頃杜氏     |        | 603            |          |
| 万項杜氏     |        | 140            |          |
| 扶安杜氏     |        | 8              |          |
| 社陵杜氏     |        | 6              |          |
| 平海杜氏     |        | 8              |          |
| 漢陽杜氏     |        | 12             |          |
| 咸悦杜氏     |        | 45             |          |
| 海州杜氏     |        | 9              |          |

### 人口と割合
| 年度   | 人口    | 世帯数    | 順位         | 割合 |
| ------ | ------- | --------- | ------------ | ---- |
| 1960年 | 2,902人 |           | 258姓中117位 |      |
| 1985年 |         | 1,210世帯 | 274姓中119位 |      |
| 2000年 | 5,958人 |           |              |      |
| 2015年 | 6,428人 |           |              |      |

## ベトナム
杜（ドー）は、ベトナムの姓の一つ。

### 著名な人物
- 杜景碩（中国語版） - 十二使君の一人。
- ドー・ムオイ（杜梅） - 政治家。